# Gintautas Gegužinskas
Gintautas Gegužinskas (*  21. Dezember 1961 in Garliava, Rajongemeinde Kaunas) ist ein litauischer Politiker, Bürgermeister der Rajongemeinde Pasvalys.

## Leben
Nach dem Abitur von 1968 bis 1979 an der Mittelschule Garliava absolvierte Gegužinskas 1984 das Diplomstudium der Agronomie als Agronom an der Lietuvos žemės ūkio akademija und 2004 das Masterstudium der Rechtswissenschaft an der Mykolo Romerio universitetas. 
1984 arbeitete Gegužinskas im Technikum Joniškėlis. Von 1990 bis 1995 war er und seit 2007 ist er Bürgermeister der Rajongemeinde Pasvalys.
Ab 1984 war Gegužinskas Mitglied der Lietuvos komunistų partija, danach Sąjūdis, ab 1996 der Tėvynės sąjunga (Lietuvos konservatoriai).